# Nokia N900
L'N900 è il primo Internet Tablet Nokia con funzioni telefoniche.
L'innovazione che sta alla base dell'N900, oltre che per le peculiarità hardware (OMAP 3430) con il microprocessore ad ARM-cortex-A8 e il sistema grafico affidato al PowerVR SGX530 e la tastiera QWERTY a scomparsa, risulta essere il sistema operativo Maemo 5. Il sistema fonda le sue basi sul noto progetto open source Linux, in grado di offrire potenzialità molto maggiori, permettendo il porting di innumerevoli software prima disponibili solo su PC.
Si fa notare per la presenza della gestione avanzata del Multi-Tasking (possibilità di utilizzo di più applicazioni simultaneamente). Da prove fatte sul campo è riuscito a far girare più 30 applicazioni aperte in contemporanea. Situazione comune a chi ascolta musica e utilizza il web, ma non dispone di una connessione molto veloce e non solo.
Il primo operatore italiano a offrire il Nokia N900 è stato H3G con la sua entrata a listino a partire da marzo 2010.